# 자동차 열쇠

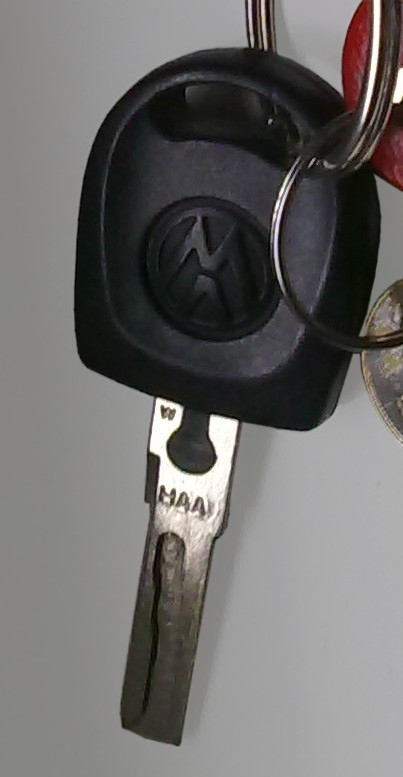

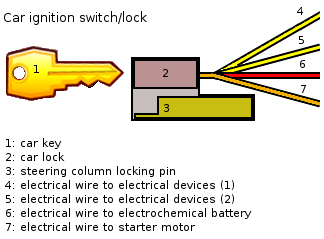

자동차 열쇠 또는 자동차 키(영어: Car Key)는 자동차를 열거나 시동을 걸 수 있는 열쇠의 한 종류이다.
최신 키 디자인은 일반적으로 대칭이며 일부는 절단된 가장자리가 아닌 양쪽에 홈을 사용하여 잠금 장치를 작동한다. 이는 판매된 자동차에 다양한 용도로 사용된다. 자동차 열쇠는 문을 열 수 있을 뿐만 아니라 시동을 걸고, 글러브 컴파트먼트를 열 수 있으며, 자동차의 트렁크도 열 수 있다. 일부 차량에는 점화를 시작하고 운전석 측 도어를 열 수 있는 발레 키라고 하는 추가 키가 함께 제공되지만 발레 파킹을 하는 사람이 트렁크나 글러브 박스에 있는 귀중품에 접근하는 것을 방지한다. 일부 발레 키, 특히 고성능 차량의 발레 키는 조이라이드(남의 차를 훔쳐서 타는 폭주 운전)를 방지하기 위해 엔진의 출력을 제한한다. 최근에는 코딩된 이모빌라이저와 같은 기능이 최신 차량에 구현되었다. 보다 정교한 시스템에서는 기계식 키스위치가 아닌 전자 장치에 따라 점화가 이루어진다. 키록(KeeLoq) 및 메가모스 크립토(Megamos Crypto)와 같은 다수의 시스템은 암호 분석 공격에 취약한 것으로 나타났다.
점화 스위치 또는 잠금 장치는 스티어링 칼럼(많은 최신 차량) 또는 기어 레버(예: 사브 차량)의 보안 잠금 장치와 결합된다. 후자의 경우 스위치가 좌석 사이에 있어 충돌 시 운전자의 무릎 손상을 방지한다.
도어 장착형 키패드, 열쇠 고리, 무선 지원 휴대용 컴퓨팅 장치(예: 스마트폰 또는 태블릿) 또는 톱니형 키 대신 리모컨을 사용하는 키리스 출입 시스템은 대부분의 신차에 표준 기능이 되었다. 그 중 일부는 사용자의 휴대용 장치가 차량 근처에서 감지되면 차량 도어가 자동으로 잠금 해제된다는 점에서 핸즈프리이다.
일부 첨단 자동차 열쇠는 도난 방지책으로 활용된다. 메르세데스 벤츠(Mercedes-Benz)는 자동차 시동을 걸기 위해 절단된 금속 조각을 사용하는 대신 자동차 컴퓨터와 통신하는 인코딩된 적외선 빔을 사용하는 키를 사용한다. 코드가 일치하면 자동차의 시동을 걸 수 있다. 이러한 키를 분실하면 교체하는 데 비용이 많이 들 수 있으며 최대 미화 400달러까지 소요될 수 있다.
스위치블레이드 키는 외관을 제외하면 기본적으로 다른 자동차 키와 동일하다. 스위치블레이드 키는 사용하지 않을 때 전자시계 내부에서 접을 수 있도록 설계되었다. 스위치블레이드 키는 스마트하고 컴팩트한 외관으로 인해 최근 매우 인기를 끌었다. 이러한 유형의 키는 일반적으로 플립 키(flip key)라고도 한다. 스위치블레이드 키는 신차 모델용으로만 개발되었기 때문에 일반적으로 프로그래밍된 트랜스폰더 칩이 장착되어 있다.

## 역사
자동차에는 이전에 도어 키가 있었지만 시동 장치를 작동하는 최초의 점화 키는 1949년 크라이슬러(Chrysler)에 의해 도입되었다. 파퓰러 매카닉스(Popular Mechanics)는 1949년 4월에 다음과 같이 썼다.
운전자가 가장 관심을 갖는 혁신 중 하나는 시동 버튼을 제거한 시동 스위치와 점화 장치의 조합이다. 시동 키를 '점화 켜짐' 위치보다 약간 돌리면 자동차가 시동된다. 키를 놓으면 자동으로 '점화 켜짐' 상태로 돌아간다. 이 스타터는 운전자의 편의성은 물론이고, 기어가 남아 있는 차량을 어린이가 스타터 버튼을 눌러 움직일 수 없도록 한다.
1950년대 잭 나이프와 유사한 "플립 키"의 초기 버전은 뉴욕의 시그나크래프트(Signa-Craft)사에서 폰티악 스트라토-스트릭(Pontiac Strato-Streak), 캐딜락 엘 카미노(Cadillac El Camino)와 같은 다양한 미국 자동차 제조업체의 프로토타입 "드림 카"를 사용하여 제작되었다.